# Rodová společnost
Rodová společnost je společenské zřízení, ve kterém rod tvoří základní hospodářskou a společenskou jednotku. Vlastnictví výrobních prostředků je společné.